# دالي فايلر
دالي فايلر (بالإنجليزية: Dale Weiler)‏ هو لاعب كرة قدم أمريكي في مركز الدفاع، ولد في 1 فبراير 1985. لعب مع Milwaukee Panthers men's soccer ‏.